# Maximilian Lanzinner
Maximilian Lanzinner (* 30. Juli 1948 in Reichertshofen) ist ein deutscher Historiker.

Maximilian Lanzinner legte 1967 das Abitur ab. Nach dem Wehrdienst studierte er in den Jahren 1969 bis 1974 an der Universität München und der Universität Regensburg. Im Jahr 1976 wurde er in Regensburg promoviert mit einer von Dieter Albrecht betreuten Arbeit über die Entstehung der Zentralbehörden in Bayern von 1511 bis 1598. Von 1978 bis 1991 war er als Gymnasiallehrer und Mitarbeiter bei der Historischen Kommission bei der Bayerischen Akademie der Wissenschaften tätig. Seine Habilitation erfolgte 1990 in Regensburg mit der Arbeit über Friedenssicherung und politische Einheit des Reiches unter Kaiser Maximilian II. Von 1991 bis 2001 war er Professor für Neuere Geschichte und Bayerische Landesgeschichte an der Universität Passau. Von 2001 bis zum Wintersemester 2014/15 lehrte er als Professor für Frühe Neuzeit an der Rheinischen Friedrich-Wilhelms-Universität Bonn.
Lanzinner übernahm 2003 den Vorsitz der Vereinigung zur Erforschung der Neueren Geschichte e. V. und war von 2003 bis 2013 für die Herausgabe der Acta Pacis Westphalicae (Akten des Westfälischen Friedenskongresses) verantwortlich. Seit 2013 ist er Direktor des neu gegründeten Zentrums für Historische Friedensforschung der Philosophischen Fakultät der Universität Bonn. Er ist seit 2001 ordentliches Mitglied der Historischen Kommission bei der Bayerischen Akademie der Wissenschaften. Dort bekleidet Lanzinner seit 2006 das Amt des stellvertretenden Sekretärs und leitet seit 2006 die Abteilung „Deutsche Reichstagsakten. Reichsversammlungen 1556–1662“. Anfang 2013 übernahm er die Herausgabe der Neuen Deutschen Biographie und Deutschen Biographie (online). Lanzinner wirkt in verschiedenen Beiräten von wissenschaftlichen Institutionen und Gesellschaften mit, unter anderem bei der Nordrhein-Westfälischen Akademie der Wissenschaften und der Künste, der Vereinigung für Verfassungsgeschichte und bei der Kommission für bayerische Landesgeschichte bei der Bayerischen Akademie der Wissenschaften.
Zu seinen Forschungsschwerpunkten zählen die Reichsgeschichte des 16. und 17. Jahrhunderts. Lanzinner ist einer der Verfasser eines Bandes der neuesten Ausgabe des klassischen Lehrbuchs der deutschen Geschichte, des Gebhardt. Lanzinner brachte in den letzten Jahrzehnten die Forschungen zu Frieden und Friedenssicherung in der Frühen Neuzeit wesentlich voran. Er verfasste zahlreiche einschlägige Studien zur Reichsfriedenspolitik unter Maximilian II.

## Schriften
Monografien
- Konfessionelles Zeitalter 1555–1618 (= Handbuch der deutschen Geschichte. Bd. 10). 10., völlig neu bearbeitete Auflage. Klett-Cotta, Stuttgart 2001, ISBN 3-608-60010-8.
- Zwischen Sternenbanner und Bundesadler. Bayern im Wiederaufbau 1945–1958. Pustet Regensburg 1996, ISBN 3-7917-1531-3.
- Friedenssicherung und politische Einheit des Reiches unter Kaiser Maximilian II. (1564–1576) (= Schriftenreihe der Historischen Kommission bei der Bayerischen Akademie der Wissenschaften. Bd. 45). Vandenhoeck & Ruprecht, Göttingen 1993, ISBN 3-525-35947-0 (Zugleich: Regensburg, Universität, Habilitations-Schrift, 1990) (Digitalisat).
- Fürst, Räte und Landstände. Die Entstehung der Zentralbehörden in Bayern 1511–1598 (= Veröffentlichungen des Max-Planck-Instituts für Geschichte. Bd. 61). Vandenhoeck & Ruprecht, Göttingen 1980, ISBN 3-525-35372-3.

Aufsatzsammlung
- Bayern – Heiliges Römisches Reich – Friedensstiftung. Ausgewählte Abhandlungen zur frühneuzeitlichen Geschichte (= Schriftenreihe zur Neueren Geschichte – Neue Folge. Bd. 5). Herausgegeben von Michael Rohrschneider und Arno Strohmeyer. Aschendorff, Münster 2023, ISBN 978-3-402-14776-4.

Herausgeberschaften
- Der Reichstag 1486–1613. Kommunikation. Wahrnehmung. Öffentlichkeiten (= Schriftenreihe der Historischen Kommission bei der Bayerischen Akademie der Wissenschaften. Bd. 73). Vandenhoeck & Ruprecht, Göttingen 2006, ISBN 3-525-36066-5 (Digitalisat).